# Partizan (société de production)
 (mars 2022).
Si vous disposez d'ouvrages ou d'articles de référence ou si vous connaissez des sites web de qualité traitant du thème abordé ici, merci de compléter l'article en donnant les références utiles à sa vérifiabilité et en les liant à la section « Notes et références ».
Pour les articles homonymes, voir Partizan.
Partizan est une société de production audio-visuelle créée en 1991 organisée comme « une communauté de réalisateurs » (selon leur site) dont les bureaux sont situés à Londres, New York, Los Angeles et Paris.
Au départ spécialisée dans la réalisation de vidéo clips, Partizan a ensuite produit des publicités, des courts-métrages, des films et des émissions de télévision. Partizan est renommée pour l'inventivité de ses réalisateurs et accumule les prix professionnels prestigieux : 38 « lions », un grand prix et une palme d'or à Cannes. 50 « Clios », 35 Yellow Pencil, des MTV award, Grammy Award, etc.

## Groupe
La société est à présent organisée en plusieurs parties :
- MidiMinuit, qui produit des publicités et des clips vidéo
- Partizan Films, qui produit des longs-métrages (La science des rêves, Soyez sympas, rembobinez, Steak, Moonwalkers...)
- Partizan TV, qui produit des contenus pour la télévision
- The Dark Room, une section consacrée aux expérimentations artistiques.
- RoyalPost, un département de post-production et d'effets spéciaux. (Anciennement, Partizan Lab)

## Principaux réalisateurs liés
- Mary Clerté
- Michel Gondry
- Olivier Gondry
- Quentin Dupieux
- Antoine Bardou-Jacquet
- Traktor
- Nico Beyer
- Cédric Blaisbois
- Valerie Pirson
- Michael Gracey
- Stephen Cafiero
- Philip Andelman
- Patrik Bergh
- Nico Beyer
- Kinga Burza
- Chris Cairns
- Alex Courtes
- Julien Soulier

## Productions

### Longs métrages de fiction
- 2001 : Human Nature de Michel Gondry
- 2008 : Soyez sympas, rembobinez (Be Kind Rewind) de Michel Gondry
- 2010 : Dog Pound de Kim Chapiron
- 2012 : The We and the I de Michel Gondry
- 2015 : Moonwalkers d'Antoine Bardou-Jacquet
- 2015 : Microbe et Gasoil de Michel Gondry
- 2023 : Le Livre des solutions de Michel Gondry
- 2023 : Sam fait plus rire de Ally Pankiw
- 2024 : Maya, donne-moi un titre (film d'animation) de Michel Gondry
- 2025 : Better Man de Michael Gracey

### Longs métrages documentaires
- 1993 : Sting: Ten Summoners Tales de Doug Nichol
- 1994 : Lenny Kravitz: Alive from Planet Earth de Doug Nichol
- 2005 : Gumball 3000: 6 Days in May de Ruben Fleischer
- 2006 : Block Party de Michel Gondry
- 2008 : Part of the Weekend Never Dies de Saam Farahmand et Soulwax
- 2009 : Turn It Loose : l'ultime battle d'Alastair Siddons
- 2010 : L'Épine dans le cœur de Michel Gondry

### Courts métrages
- 1999 : Black XXX-Mas de Pieter Van Hees
- 2003 : Little Clumps of Hair de Jim Hosking
- 2003 : Esther's Pool de David Chidlow
- 2003 : Goodbye, Cruel World de Vito Rocco
- 2006 : Work de Jim Hosking
- 2008 : Big Range de Michael Wright
- 2010 : Rob and Valentyna in Scotland d'Eric Lynne
- 2013 : Zygomatiques de Stephen Cafiero

### Publicités
- 2006 : Nespresso... What Else? avec George Clooney

### Clips musicaux
- 1995 : Hyperballad de Björk réalisé par Michel Gondry
- 1995 : Army of Me de Björk réalisé par Michel Gondry
- 1995 : Like a Rolling Stone de The Rolling Stones réalisé par Michel Gondry
- 1996 : 6 Underground de Sneaker Pimps réalisé par Toby Tremlett
- 1996 : Spin Spin Sugar de Sneaker Pimps réalisé par Toby Tremlett
- 1996 : Post-Modern Sleaze de Sneaker Pimps réalisé par Howard Greenhalgh
- 1986 : Toi mon toit de Elli Medeiros réalisé par Chantal Perrin (sous le nom midiminuit)
- 1997 : Jóga de Björk réalisé par Michel Gondry
- 1997 : Bachelorette de Björk réalisé par Michel Gondry
- 1997 : Everlong de Foo Fighters réalisé par Michel Gondry
- 1999 : Parce que c'est toi d'Axelle Red  réalisés par Éric Coigneaux, Philippe Gautier et Doug Nichol
- 1999 : Juste toi et moi d'Indochine réalisé par Jean-Pierre Pilot
- 2000 : Étienne Daho : Intégrale clips réalisés par Éric Coigneaux, Philippe Gautier et Doug Nichol
- 2002 : One Mic de Nas réalisé par Chris Robinson
- 2003 : Beautiful de Snoop Dogg featuring Pharrell Williams et Charlie Wilson réalisé par Chris Robinson
- 2005 : Bug Eyes de dredg réalisé par Philip Andelman
- 2017 : Gung Ho de Shaka Ponk réalisé par Guillaume Panariello